# Distretto di San Antonio de Chuca
Il distretto di San Antonio de Chuca è uno dei venti distretti della provincia di Caylloma, in Perù. Si trova nella regione di Arequipa e si estende su una superficie di 1.531,27 chilometri quadrati.

Istituito il 14 novembre 1944, ha per capitale la città di San Antonio de Chuca; al censimento 2005 contava 1.155 abitanti.